# Leszek Skrzydło
Leszek Jerzy Skrzydło (ur. 31 października 1931 we Frampolu, zm. 11 grudnia 2011 w Łodzi) – polski dziennikarz, podróżnik, reżyser filmów dokumentalnych i oświatowych.

## Życiorys
Związany z Łodzią od 1950 roku, rozpoczął wtedy studia w Łódzkiej Szkole Filmowej. W 1955 zaczął pracować w Wytwórni Filmów Oświatowych. Współtwórca Studenckiego Teatru Satyry „Pstrąg”. W latach 1994–1997 zrealizował dla Telewizji Polskiej serial Rody fabrykanckie.
Pochowany na cmentarzu komunalnym Doły w Łodzi (kw. 4B, rz. 14, grób 11).